# Jeanette MacDonald
Pour les articles homonymes, voir MacDonald.
Ne doit pas être confondu avec Jeannette Mac Donald.
Jeanette MacDonald, née le 18 juin 1903 à Philadelphie et morte le 14 janvier 1965 à Houston, est une cantatrice et actrice américaine célèbre surtout pour les comédies musicales filmées qu’elle a tournées dans les années 1930 avec Maurice Chevalier et Nelson Eddy.
Au cours des années 1930 et 1940, elle tourne 29 films dont quatre sont nommés pour l’Oscar du meilleur film ; elle réalise de nombreux enregistrements et est récompensée par trois disques d'or. Elle se produit également à l’opéra, en concert, à la radio et à la télévision. Jeanette MacDonald a eu quelque influence comme cantatrice en rendant le bel canto accessible au public populaire des salles de cinéma.

## Enfance et débuts au théâtre
Jeanette MacDonald est née le 18 juin 1903 dans la maison de famille à Philadelphie, au 5123 Arch Street. Ses parents sont Daniel et Anna May McDonald, et elle est la plus jeune de trois filles. Anna May est contremaîtresse dans une usine et Daniel est sous-traitant pour une entreprise de construction spécialisée dans la construction de maisons, telles que les poignées de porte. Le nom de naissance de MacDonald est « Jeannette Anna McDonald » mais le deuxième N de son prénom a été abandonné et un A ajouté à son nom de famille. La nouvelle orthographe « MacDonald » soulignerait son héritage écossais. Pendant son enfance, MacDonald prend des leçons de danse avec Al White et chante à l’église ainsi que durant des événements scolaires, et a tourné avec des productions des scènes pour enfants. Elle chante également le long de l’Opéra de ses voisins et paraît dans la production d’Al White Six Little Song Birds destinée aux enfants d'environ neuf ans.
Elle rejoint sa sœur Edith (connue plus tard au cinéma sous le pseudonyme de Blossom Rock) et elle décroche son premier contrat professionnel comme choriste dans Revue, « attraction musicale » présentée entre deux films au Capital Theatre de Broadway – c’est lors de cette attraction que fut créée la chanson Swanee de George Gershwin. Au cours des années suivantes, elle gravit petit à petit la hiérarchie des artistes lyriques sur Broadway ; en 1929, dans la comédie musicale Boom Boom, elle tient le premier rôle lyrique avec son nom au-dessus du titre (la distribution incluait aussi le jeune Archie Leach, qui devait changer plus tard son nom de scène en Cary Grant).
Cette même année, Ernst Lubitsch repère Jeanette MacDonald et lui propose le premier rôle féminin de Parade d'amour (1929), son premier film parlant, avec pour partenaire Maurice Chevalier. Ce premier de ses vingt-neuf longs métrages fut un énorme succès.

## La carrière cinématographique

### Les années Paramount

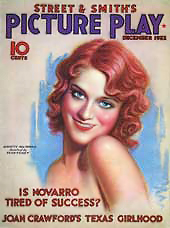
Jeanette MacDonald en couverture du magazine de cinéma Picture Play en décembre 1932

Durant les deux années 1929 et 1930, dans l’effervescence des premières productions parlantes, Jeanette MacDonald tient la vedette de six films, dont quatre pour Paramount Pictures. D’abord Parade d'amour (1929), dirigée par Lubitsch, avec Maurice Chevalier ; puis l’année suivante Le Vagabond roi, somptueuse production bicolore des débuts du Technicolor dont l’université de Californie UCLA détient la seule copie couleur connue ; elle participe cette même année à Paramount on Parade, un de ces spectacles fastueux où les grands studios présentaient avec leurs vraies voix leurs vedettes jusqu’alors muettes ; elle tient la vedette de Let's Go Native, une histoire d’île déserte et est enfin la star de Monte-Carlo (1930), grand classique de Lubitsch où elle crée la chanson Beyond the Blue Horizon, qu’elle enregistre trois fois au cours de sa carrière.
Envisageant de produire elle-même ses films, Jeanette MacDonald signe avec United Artists en 1930 pour tourner The Lottery Bride (1930), comédie sirupeuse qui fit un flop. Elle s’engage alors pour trois films auprès de la Fox : dans L'Amant de minuit (Oh, for a Man!) (1930), elle incarne une chanteuse wagnérienne ; dans Don't Bet on Women (1931), elle est l’enjeu d’un pari amoureux ; enfin, Annabelle’s Affairs (1931) est une farce délicieuse où elle incarne une séductrice new-yorkaise sophistiquée. Du film qui reçut à l’époque un accueil enthousiaste, il ne subsiste qu’une seule bobine.
En 1931, elle quitte Hollywood pour une tournée européenne. L’année suivante, elle revient aux États-Unis tourner pour Paramount deux films avec Maurice Chevalier. Une heure près de toi (1932), dirigé par George Cukor et Ernst Lubitsch, fut tourné simultanément en anglais et en français ; chaque scène, filmée d’abord en anglais, était ensuite reprise en français avec une distribution française, dans les mêmes décor et avec la même équipe technique. Il n’existe aucune copie connue de ce film. L’année suivante, Rouben Mamoulian met en scène Aimez-moi ce soir (1932) que beaucoup considèrent comme le chef-d’œuvre ultime de la comédie musicale.

### Les années MGM avec Nelson Eddy

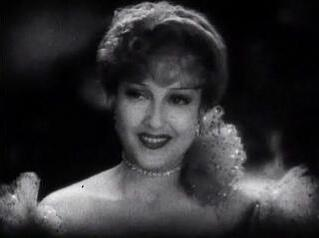
La veuve joyeuse (1934)

En 1933, Jeanette MacDonald se rend de nouveau en Europe. Elle y signe un contrat avec Louis B. Mayer et son premier film  pour MGM fut Le Chat et le violon (en) (1933), adaptation du succès de Jerome Kern à Broadway. Elle avait pour partenaire Ramón Novarro (Ben Hur) ; malgré un splendide final en Technicolor, le film n’eut pas grand succès. En 1934, La veuve joyeuse, dirigée par Ernst Lubitsh, avec Maurice Chevalier – adaptation de la célèbre opérette de Franz Lehár de 1905 – applaudie par la critique, fut un succès dans les grandes villes d’Amérique et d’Europe. Toutefois, le film ne gagna guère d’argent en dehors des grands centres urbains et eut quelque mal à rembourser un investissement élevé du fait d’un tournage bilingue en anglais et français.
En 1935, elle partage pour la première fois la vedette avec un nouveau venu, le baryton Nelson Eddy, dans La Fugue de Mariette (1935), mis en scène par W. S. Van Dyke. Ce fut une très grande réussite artistique et commerciale. L’année suivante, elle tient la vedette des deux productions les plus rentables de l’année : Rose-Marie (1936) – drame familial et amoureux dans les étendues sauvages du Canada – fut un énorme succès. Nelson Eddy, coiffé du célèbre chapeau des Mounties (Gardes montés) canadiens, devint une image iconique du Canada aux États-Unis. Puis San Francisco avec Clark Gable et Spencer Tracy, histoire d’une soprano prise dans la tourmente du tremblement de terre de 1906 ; les effets spéciaux du tremblement de terre sont toujours considérés comme exemplaires. À l’automne de 1936, commence le tournage de Le Chant du printemps, avec Nelson Eddy, qui dut être interrompu à la suite de la mort du producteur Irving Thalberg ; la version achevée en 1937 est considérée comme une des meilleures comédies musicales des années 1930.

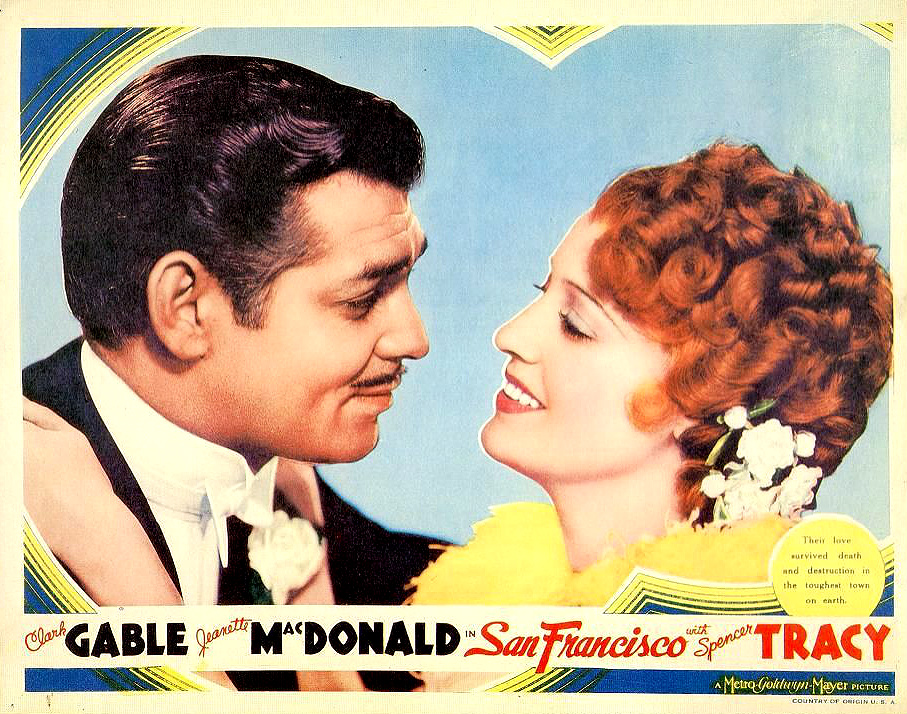
Clark Gable et Jeanette MacDonald dans San Francisco (1936)

En 1937, Jeanette MacDonald fut consacrée comme star, avec son nom seul au-dessus du titre, dans L'Espionne de Castille. Alors que la Guerre d’Espagne prenait de l’ampleur, le film évoquait une autre révolte espagnole, à l’époque napoléonienne. MacDonald avait pour partenaire Allan Jones. Le partenariat MacDonald-Eddy avait été rompu depuis que Jeanette avait épousé l’acteur Gene Raymond. Les films de Jeanette MacDonald et Nelson Eddy en solo n’obtenant pas le succès escompté et à la suite des protestations du public, MGM dut reconstituer le couple dans La Belle Cabaretière, d'après l’opéra de Giacomo Puccini La fille du Far-Ouest (La fanciulla del West). Toutefois, le film ne comportait pratiquement aucune scène en commun des deux stars.

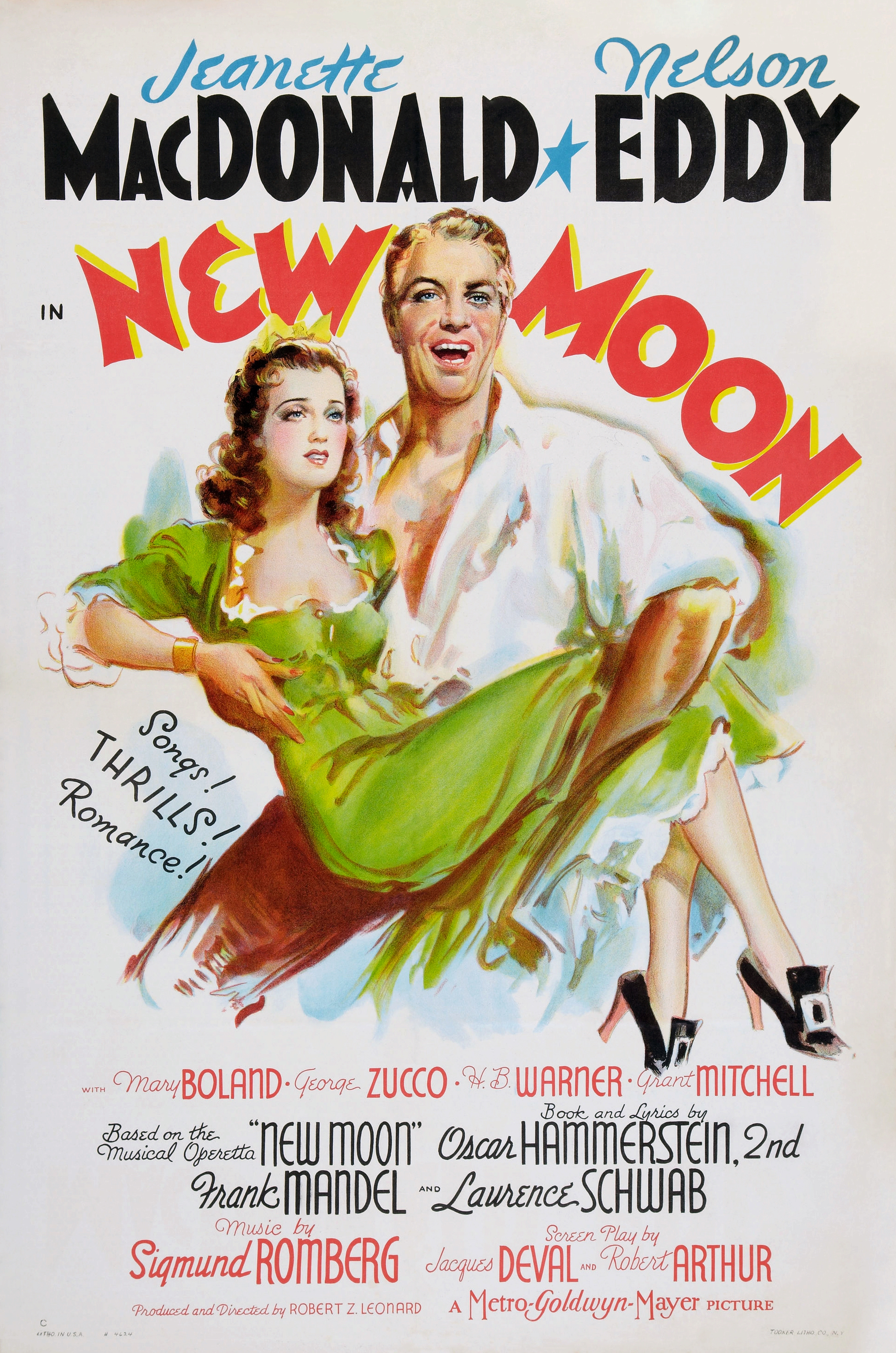
Jeanette MacDonald et Nelson Eddy à l'affiche de L’Île des amours (1940)

Louis B. Mayer avait promis à Jeanette qu’elle serait la vedette du premier film en Technicolor de la MGM. Il tint parole avec Amants (1938), avec Nelson Eddy comme partenaire. À la différence du film précédent, les deux vedettes y avaient des rapports sans affectation et de nombreuses scènes communes. À la suite d’une fausse couche de Jeanette (d’un enfant de Nelson Eddy, dit-on) lors du tournage d’Amants, Mayer annula la participation du couple dans Let Freedom Ring (en). Nelson Eddy tourna le film en solo, tandis que Jeanette MacDonald tournait Emporte mon cœur (1939) avec Lew Ayres.
Après Emporte mon cœur, Jeanette MacDonald quitte Hollywood pour une série de concerts et refuse de reconduire son contrat avec MGM ; toutefois, après divers atermoiements et sur l’insistance de Mayer, elle accepte de tourner 
L’Île des amours (1940) avec Nelson Eddy. Le film fut un de ses plus grands succès. Elle tourne ensuite Chante mon amour (1940), version en Technicolor de la pièce Bitter Sweet de Noël Coward de 1929. Pour Chagrins d'amour (Smilin' Through), film de 1941 en Technicolor, James Stewart et Robert Taylor qui devaient être ses partenaires étant appelés sous les drapeaux,ils furent remplacés par Brian Aherne et Gene Raymond.
Ma femme est un ange (1942) raconte l’histoire d’un ange qui perd ses ailes lors de sa nuit de noces. La qualité du film fut largement altérée par les nombreuses coupes de la censure. Ce fut la dernière collaboration de Jeanette MacDonald et Nelson Eddy. Eddy racheta son contrat chez MGM et s’engagea avec Universal ; MacDonald tourna un dernier film pour MGM, Cairo (1942), une comédie à petit budget sur fond d’histoire d’espionnage.

### Les dernières années

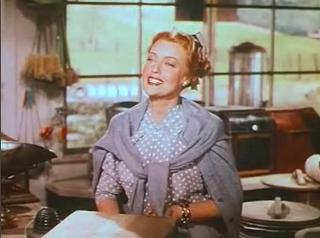
Dans Lassie perd et gagne (1949).

Jeanette MacDonald suivit Nelson Eddy chez Universal où ils projetèrent un tournage en commun après qu’il eut terminé Le Fantôme de l'Opéra (1943). Entre-temps, Jeanette avait fait une apparition dans Hollywood Parade (Follow the Boys, 1944), production extravagante célébrant l’effort de guerre d’Hollywood et réunissant plus de quarante vedettes, parmi lesquelles Marlène Dietrich, W. C. Fields, Sophie Tucker et Orson Welles.
Après avoir quitté MGM en 1942, les deux artistes se produisirent fréquemment à la radio. Ils espéraient pouvoir tourner ensemble de nouveau et élaborèrent plusieurs projets en ce sens, envisageant même de financer une production de leurs propres deniers, mais ces diverses tentatives échouèrent.
Après cinq ans d’absence des écrans, Jeanette signe à nouveau avec MGM pour deux films : Cupidon mène la danse (Three Daring Daughters, 1948), avec José Iturbi et Lassie perd et gagne (The Sun Comes Up, 1949), réunissant deux des plus grandes vedettes de la MGM, Jeanette MacDonald et Lassie.
Jusqu’à 1962, les studios envisagèrent divers projets pour réunir de nouveau les deux stars, mais aucun n’aboutit, du fait, en particulier, de la santé déclinante de la cantatrice.
Au cours de ses trente-neuf années de carrière, Jeanette MacDonald reçut deux étoiles sur le Walk of Fame d’Hollywood et elle posa l’empreinte de ses pieds dans le ciment frais en face du Grauman’s Chinese Theater.

## Concerts et enregistrements

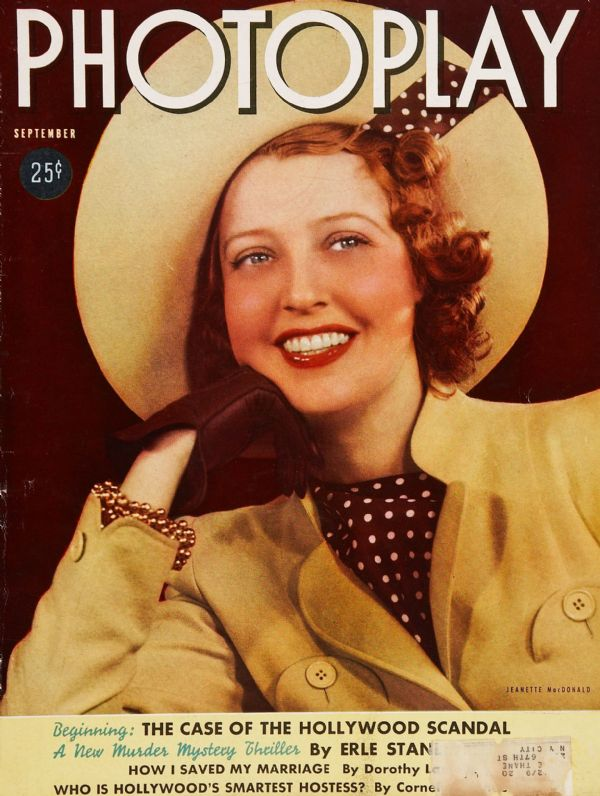
En couverture de Photoplay en 1938

À partir de 1931 et jusqu’aux années 1950, Jeanette MacDonald se produisit régulièrement en concert entre ses tournages. Lors de sa première tournée européenne en 1931, elle se produisit en France et en Grande-Bretagne. Elle fit sa première série de concerts américaine en 1939, après The Broadway Serenade. Elle chanta plusieurs fois au Hollywood Bowl, ainsi qu’à Carnegie Hall.
À l’entrée en guerre des États-Unis en 1942, elle participa à la fondation de l’Army Emergency Relief (en) (« Secours d’Urgence de l’Armée »). Afin de recueillir des dons, elle mettait ses bis aux enchères ; elle collecta ainsi plus de 100 000 $. Franklin Delano Roosevelt, dont elle était, avec Nelson Eddy, l’une des stars favorites, lui accorda une décoration. Elle se produisit également à la Maison Blanche pour les présidents Harry S. Truman et Dwight David Eisenhower.
Elle dut cesser de chanter en public en 1960, à la suite de sérieux ennuis de santé. Outre ses problèmes cardiaques, elle souffrait d’une tumeur cérébrale bénigne mais inopérable.
Jeanette MacDonald enregistra plus de quatre-vingt-dix chansons au cours de sa carrière, sous le label RCA-Victor aux États-Unis ; elle avait déjà enregistré quelques airs sous le label HMV lors de sa tournée européenne de 1931. Elle reçut avec Nelson Eddy trois Disque d’Or, le dernier pour un album en duo avec Nelson Eddy de 1957.

## Opéra
Nelson Eddy avait une formation d’artiste lyrique et devint ensuite acteur de cinéma. Jeanette MacDonald dut, elle, prendre à la base la formation au chant d’opéra. Elle demanda à la grande chanteuse wagnérienne Lotte Lehmann de la former. Celle-ci note : « Lorsque Jeanette MacDonald me contacta pour que je lui donne des leçons, j’étais curieuse de voir comment une star de cinéma prestigieuse, certainement pourrie par l’admiration des foules, serait capable de se plier à la discipline d’un art plus exigeant. J’eus la surprise de ma vie. Il n’y avait pas d’élève plus assidue, plus sérieuse, plus malléable que Jeanette MacDonald. Les leçons que j’avais commencées avec une curiosité suspicieuse devinrent pour moi un enchantement. Nous étudiâmes ensemble Marguerite, puis des lieder. C’est ce qui m’étonna le plus. Je suis sûre que Jeanette aurait pu être une grande chanteuse de lieder si elle avait eu le temps de s’y consacrer. ».
Jeanette MacDonald fit ses débuts à l’opéra dans le rôle de Juliette du Roméo et Juliette de Gounod à Montréal, puis à Québec, Ottawa et Toronto (1943). Elle fit ses débuts américains dans le même rôle à Chicago en 1944. Elle chanta également Marguerite dans le Faust de Gounod à Chicago en 1945 et elle reprit ces rôles à Cincinnati. En 1951, elle réitéra une production de Faust à Philadelphie. On loua son aisance vocale et sa compréhension de la prosodie française,.

## Radio et télévision

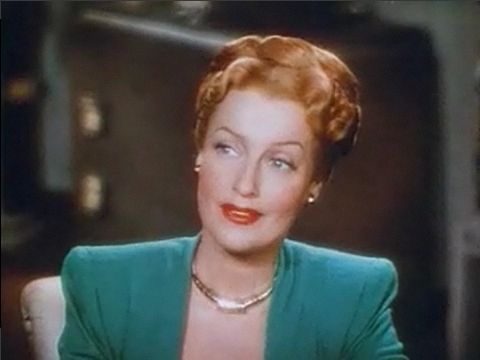
Three Daring Daughters (1948)

L’intense activité radiophonique de Jeanette MacDonald commença en 1929 avec l’émission Publix Hour. Elle anima sa propre émission, Vicks Open House, de septembre 1937 à mars 1938. Toutefois, conjuguant difficilement ses multiples activités, elle ne renouvela pas son contrat et se limita dès lors à des participations comme vedette invitée.
Elle joua dans de multiples adaptations radio de ses succès cinématographiques, souvent en compagnie de Nelson Eddy dans des programmes tels que le Lux Radio Theatre (en) de Cecil B. DeMille. Parmi ces adaptations : La Veuve joyeuse, La Fugue de Mariette, Rose-Marie, Le Chant du printemps, etc. Parmi ses autres rendez-vous radiophoniques : The Prudential Family Hour, Screen Guild Playhouse et The Voice of Firestone qui présentait les meilleurs chanteurs lyriques du moment. En 1953, lors de l’intronisation du président Eisenhower, Jeanette Mac Donald chanta l’hymne national des États-Unis dans une retransmission nationale à la radio et à la télévision.
À la télévision, Jeanette MacDonald participa surtout comme vedette invitée. Elle chanta dans l’émission The Voice of Firestone en novembre 1950. En décembre 1952, dans le programme This Is Your Life (C’est votre vie) dont elle était l’invitée ; Eddy Nelson chanta dans le lointain l’air qu’il avait interprété lors du mariage de Jeanette avec Gene Raymond, ce qui amena celle-ci aux larmes.
Jeanette et Nelson firent leur première apparition en duo dans le Lux Video Theatre Holiday Special en décembre 1956. Il chantèrent également plusieurs airs l’année suivante dans le programme télévisé The Big Record.
Elle fit sa dernière prestation télévisée comme comédienne dans Playhouse 90 le 28 mars 1957.

## Tournées théâtrales
En 1951, Jeanette MacDonald entreprit une longue tournée théâtrale avec son mari Gene Raymond ; ils interprétaient The Guardsman de Ferenc Molnár. Malgré une critique plus que mitigée, les salles étaient combles.
Au milieu des années 1950, Jeanette MacDonald reprit la tournées d’anciennes productions de Chante mon amour et de Le Roi et moi. En 1956, à Kansas City, elle eut un malaise, officiellement dû à la chaleur ; il s’agissait en réalité d’une crise cardiaque ; MacDonald dut alors limiter son activité et elle termina sa carrière professionnelle en 1959.
J. MacDonald se produisit quelques fois dans des night-clubs. Elle chantait et dansait en 1953 à The Sands and the Sahara de Las Vegas, au Coconut Grove de Los Angeles en 1954 et de nouveau au Sahara en 1957, mais elle se sentait très mal à l’aise dans l’atmosphère enfumée de ces salles.

## Contribution à l’effort de guerre
Après l’entrée des États-Unis dans la Seconde Guerre mondiale en décembre 1941, Jeanette MacDonald continua de chanter à la scène et à la radio, mais l’essentiel de son activité fut consacrée à l’effort de guerre. Elle contribua à la fondation du  Women’s Volontary Service et à l’Army Emergency Relief. En 1943, elle recueillit plus de 100 000 $ de dons, en particulier en mettant ses bis aux enchères lors de concerts patriotiques, ce qui lui valut une décoration décernée par Franklin Delano Roosevelt. Lors de ces concerts, elle constata avec surprise que l’air le plus demandé était l’Ave Maria de Gounod. Lorsqu’elle était à Hollywood, elle tenait table ouverte pour les G.I de passage et, à la demande du Lt Ronald Reagan, elle chanta à San Francisco, devant une grande foule de soldats en cours d’embarquement pour le Pacifique sud, The Battle Hymn of the Republic (Glory, Glory Halleluia), repris en cœur par 20 000 voix.

## Mariage
Le 16 juin 1937, Jeanette MacDonald épousa Gene Raymond, un acteur blond au physique très semblable à celui de Nelson Eddy, lors d’une cérémonie traditionnelle à l’église méthodiste de Wilshire à Los Angeles. Parmi ses demoiselles d’honneur, on comptait Ginger Rogers et Fay Wray. Gene Raymond était aussi auteur de chansons et J. MacDonald inclut deux de ses chansons dans ses concerts. Le couple enregistra quelques airs en duo, fit une tournée de la pièce The Guardman ; mais malgré quelques tentatives de se produire ensemble, comme dans le film Smiling’ Through, ils n’eurent jamais un grand succès comme couple. Selon plusieurs sources,[Qui ?] Gene Raymond aurait eu de nombreuses liaisons masculines, ce qui aurait déstabilisé leur mariage.[Information douteuse]
Dans son autobiographie posthume, Jeanette MacDonald rapporte plusieurs séparations et de graves problèmes conjugaux. Après sa mort, Gene Raymond et ses amis nièrent fermement ces allégations.

## Mort
Dans ses dernières années, Jeanette MacDonald souffrait de problèmes cardiaques. Sa santé se dégrada en 1963 et elle dut subir une greffe artérielle à l’Hôpital méthodiste d’Houston au Texas. Nelson Eddy, alors en tournée en Australie, parvint à se dégager de ses obligations et retourna d’urgence aux États-Unis, au chevet de Jeanette. Après l’opération, elle fit une pleurésie et dut être hospitalisée deux mois et demi. Nelson Eddy était à ses côtés lorsqu’elle dut être admise en urgence au Centre médical de l’Université de Californie (UCLA) à la fin décembre 1964 pour y être opérée d’adhérences abdominales. Elle put rentrer chez elle pour le Nouvel An. Début janvier, Gene Raymond la fit transporter de nouveau à Houston où il espérait que le Dr Michael DeBakey, pionnier de la chirurgie cardiaque, pourrait opérer sur Jeanette le même miracle qu’il avait obtenu sur le Duc de Windsor. Elle fut admise à l’hôpital le 12 janvier 1965 et fut préparée pour l’opération. Jeanette MacDonald mourut deux jours plus tard, le 14 janvier 1965 à 16 h 32. Son mari Gene Raymond était à son chevet. Ses derniers mots à son mari furent « Je t’aime » ; il répondit « Je t’aime aussi » ; elle sourit et mourut.
Jeanette MacDonald fut inhumée le 18 janvier 1965 dans un caveau du Forest Lawn Memorial Park (en) à Glendale en Californie. Interviewé dans l’après-midi de sa mort, Nelson Eddy fut pris d’un malaise. Il survécut deux ans à Jeanette MacDonald.
Dix ans après la mort de son épouse, Gene Raymond se remaria avec une riche héritière canadienne. Il mourut le 3 mai 1998, à près de 90 ans, et fut enterré auprès de Jeanette MacDonald.

## Controverse
Selon la biographe Sharon Rich (en), Jeanette MacDonald et Nelson Eddy auraient entretenu une très longue liaison, interrompue de temps à autre par leurs obligations professionnelles respectives, qui aurait débuté bien avant le mariage de Jeanette avec Gene Raymond et ne se serait terminée qu’avec la mort de l’actrice. Cette thèse semble corroborée par de nombreux témoignages de la famille et d’amis ainsi que par des écrits personnels de Jeanette. Edward Baron Turk, autre biographe, nie qu’il ait eu une telle relation, mais il n’a pour source qu’une longue interview de Gene Raymond.
Dans son autobiographie posthume, Jeanette MacDonald écrit : « Je me rappelle que lorsque j’ai vu Nelson pour la première fois, il répondait presque exactement à tout ce que je demandais d’un homme. ». Elle mentionne plus loin « l’attirance que Nelson et moi éprouvions l’un pour l’autre » et ne passe pas sous silence ses problèmes conjugaux avec Gene Raymond dès leur lune de miel et, de nouveau, dans les années 1950.

## Une contemporaine et homonyme en France
Jeanette MacDonald avait une contemporaine et quasi homonyme en France.
De son vrai nom, Jeanne Corfdir (1918-1999), a fait elle aussi des apparitions sur le grand écran, selon son biographe Joël Fauré. La Jeannette (avec deux « n ») française n'était toutefois pas actrice mais dompteuse. Célèbre dans le domaine du cirque, « Jeannette Mac Donald » a bénéficié toute sa vie, indirectement, de l'aura de la star américaine, jouant de l'amalgame sans le cultiver pour autant. Jeannette, de quinze ans plus jeune, et Jeanette ne se sont jamais rencontrées. D'une grande beauté, les deux artistes ont en commun d'avoir travaillé avec Maurice Chevalier. Le chanteur a partagé l'affiche d'une comédie musicale avec Jeanette à Hollywood et a partagé avec Jeannette le plateau d'une émission de télévision à Aubervilliers, devenant le parrain d'Uhlah, une splendide tigresse.

## Filmographie

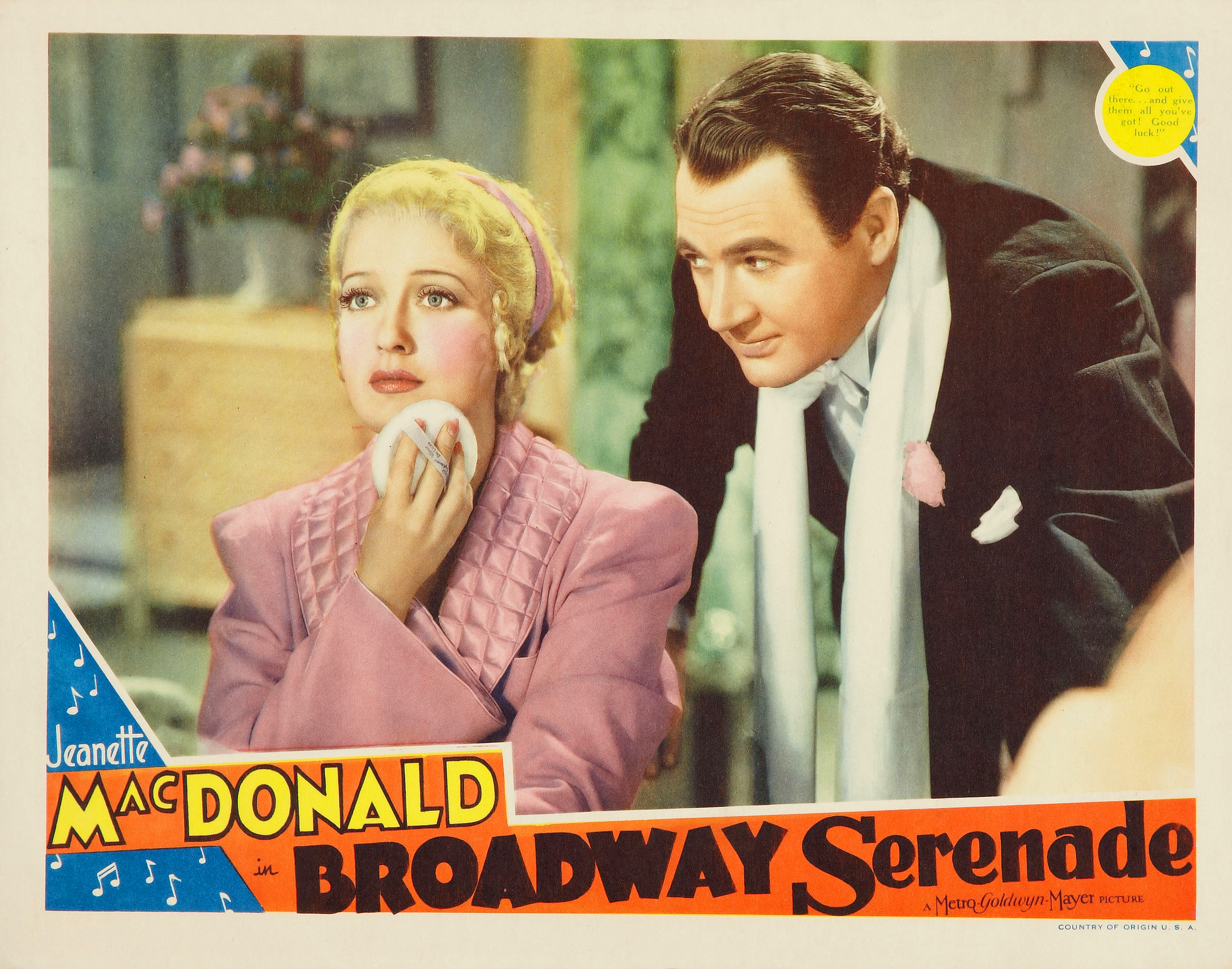
Emporte mon cœur (1939)

- 1929 : Parade d'amour (The Love Parade) d’Ernst Lubitsch
- 1930 : Le Vagabond roi (The Vagabond King) de Ludwig Berger
- 1930 : Let's Go Native de Leo McCarey
- 1930 : Monte-Carlo d’Ernst Lubitsch
- 1930 : The Lottery Bride de Paul Stein
- 1930 : L'Amant de minuit (Oh, for a Man!) d’Hamilton MacFadden : Carlotta Manson
- 1931 : Don’t Bet on Women de William K. Howard
- 1931 : Annabelle’s Affairs d’Alfred L. Werker
- 1932 : Une heure près de toi (One Hour with You) d’Ernst Lubitsch
- 1932 : Aimez-moi ce soir (Love me tonight) de Rouben Mamoulian
- 1934 : Le Chat et le violon (The Cat and the Fiddle) de William K. Howard
- 1934 : La Veuve joyeuse (The Merry Widow) d’Ernst Lubitsch
- 1935 : La Fugue de Mariette (Naughty Marietta) de W. S. Van Dyke
- 1936 : Rose-Marie de W. S. Van Dyke
- 1936 : San Francisco de W. S. Van Dyke
- 1937 : Le Chant du printemps (Maytime) de Robert Z. Leonard
- 1937 : L'Espionne de Castille (The Firefly) de Robert Z. Leonard
- 1938 : La Belle Cabaretière (The Girl of the golden West) de Robert Z. Leonard
- 1938 : Amants (Sweethearts) de W. S. Van Dyke
- 1939 : Emporte mon cœur (Broadway serenade) de Robert Z. Leonard
- 1940 : L’Île des amours (The New Moon) de Robert Z. Leonard
- 1940 : Chante mon amour (Bitter Sweet) de W. S. Van Dyke
- 1941 : Chagrins d'amour (Smilin' Through) de Frank Borzage
- 1942 : Ma femme est un ange de W. S. Van Dyke
- 1942 : Cairo de W. S. Van Dyke
- 1944 : Hollywood Parade (Follow the Boys) de A. Edward Sutherland
- 1948 : Cupidon mène la danse (Three Daring Daughters) de Fred M. Wilcox
- 1949 : Lassie perd et gagne (The Sun Comes Up) de Richard Thorpe